# Open-Access-Zeitschrift

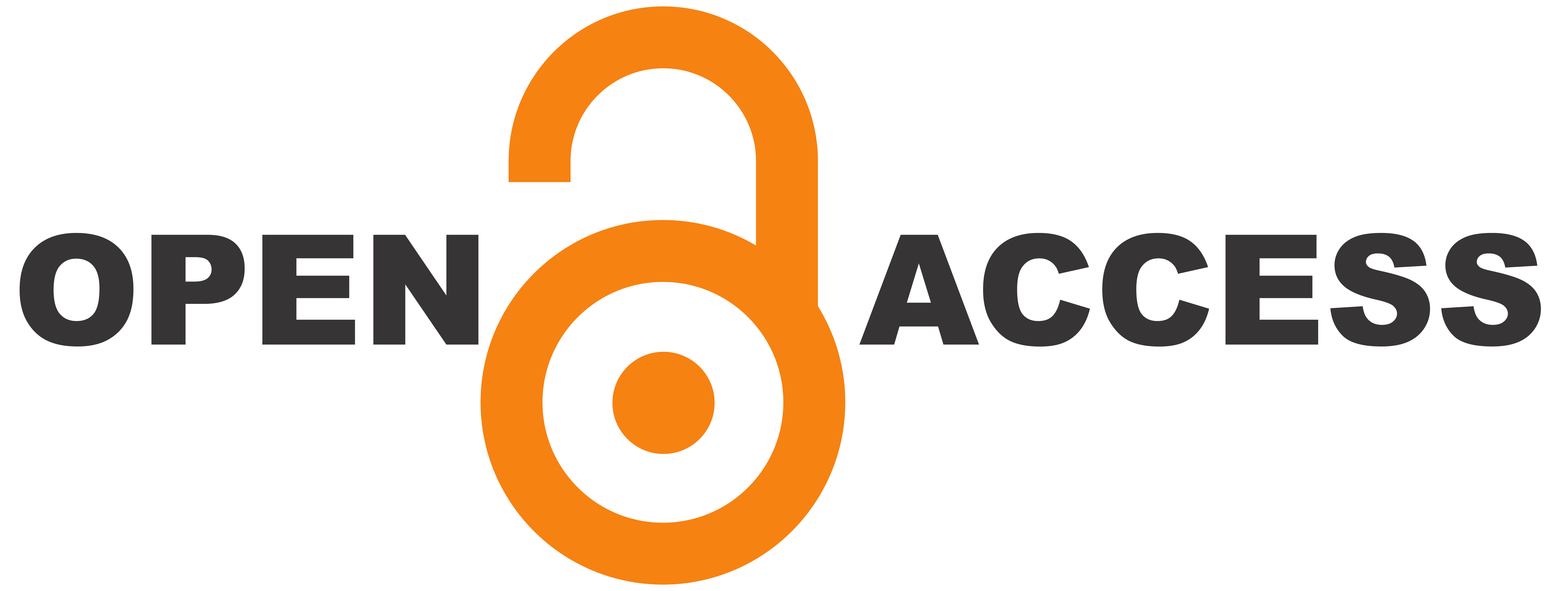

Open-Access-Zeitschriften sind wissenschaftliche Fachzeitschriften, die dem Leser ohne über den reinen Internetzugang hinausgehende Hürden nach den Prinzipien des Open Access kostenfrei zur Verfügung stehen.
Überwiegend werden die Inhalte unter freien Lizenzen wie Creative Commons veröffentlicht, mit denen unter anderem eine Weiterverbreitung über Repositorien zulässig ist.
Diese Anforderung ist unter anderem in der von der überwiegenden Zahl deutscher Forschungseinrichtungen getragenen Berliner Erklärung festgeschrieben. Die Veröffentlichung wissenschaftlicher Informationen in reinen Open-Access-Zeitschriften wird auch als „Goldener Weg“ des Open Access bezeichnet.

## Beispiele
Eine der bekanntesten Open-Access-Zeitschriften ist PLoS Biology der Public Library of Science. Das britische Unternehmen BioMed Central bietet eine breite Palette Open-Access-Zeitschriften aus dem Bereich Life-Sciences.
Einen Überblick über weitere Zeitschriften bietet das Directory of Open Access Journals und die Elektronische Zeitschriftenbibliothek (siehe auch unter Weblinks).

## Megajournal
Als Megajournals (auch Mega-Journals) werden Open-Access-Zeitschriften genannt, die keinen speziellen thematischen Focus haben und eine sehr große Zahl von Artikeln in kurzer Zeit veröffentlichen. Als erstes Journal dieser Art gilt PLOS ONE der Public Library of Science (PLOS), das 2006 gegründet wurde und jährlich bis zu 30.000 Artikel veröffentlichte. Seit 2013 gehen die Output-Zahlen von Plos One wieder zurück.

## Mirror journal
Als Mirror journal wird eine Open-Access-Zeitschrift bezeichnet, die als Reaktion auf die Ankündigung der Forschungsförderer (siehe z. B. Plan S), keine Artikel in hybriden Zeitschriften mehr finanziell zu fördern, gegründet wurde. Große Verlage wie Elsevier begannen seit 2018 damit, ähnlich klingende, reine Open-Access-Zeitschriften ihrer bereits etablierten, closed-access-Zeitschriften zu lancieren, die überwiegen aus denselben Herausgeberteams bestehen und diese etablierten Journals somit „spiegeln“. Deshalb werden diese Journals von den meisten Publikationsfonds für eine Förderung ausgeschlossen.

## Software
Es gibt zahlreiche Softwarelösungen im Open-Source-Bereich für die Verwaltung und Publikation einer Open-Access-Zeitschrift. Zu den Bekanntesten gehören HyperJournal und Open Journal Systems.

## Probleme durch Open-Access-Zeitschriften
Bei Open-Access-Journalen entsteht ein Anreiz für die Verlage den Fokus nicht mehr primär auf Qualität von Artikel zu legen, die für die Rechtfertigung hoher Abonnementgebühren wichtig wäre. Stattdessen geht das wirtschaftliche Interesse der Verlage nun vielfach zu mehr Quantität, um möglichst viel Open-Access-Charges einzunehmen. Dies äußert sich unter anderem in teilweise mangelhaft oder sogar nur scheinbar durchgeführten Peer-Review-Prozessen.